# St. Josef (Donnerberg)

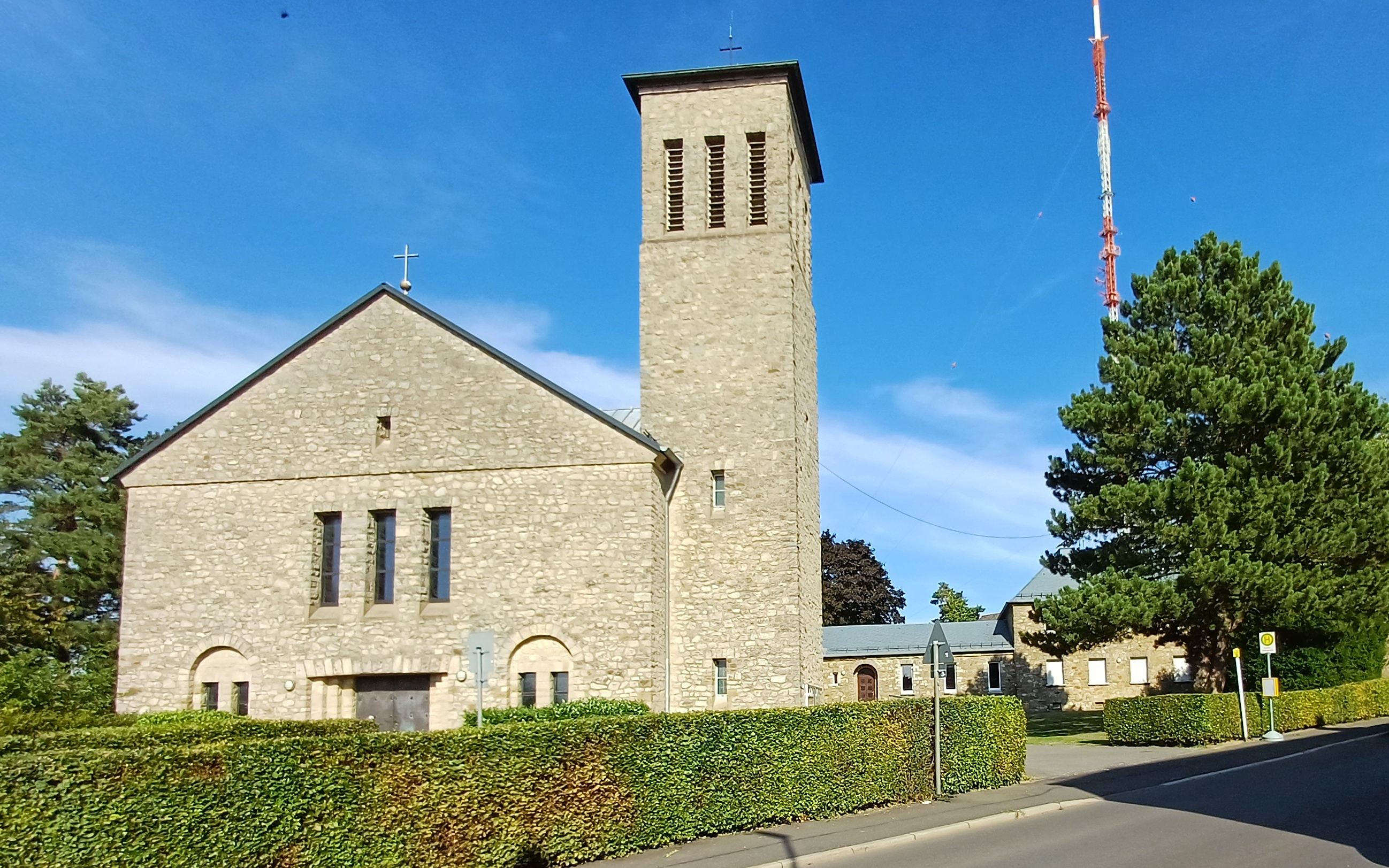
St. Josef in Donnerberg

St. Josef ist eine römisch-katholische Filialkirche im Stolberger Stadtteil Donnerberg in der Städteregion Aachen in Nordrhein-Westfalen.
Die Kirche ist dem hl. Josef von Nazaret geweiht und eine Filialkirche der zum 1. Januar 2010 gegründeten Großpfarre St. Lucia Stolberg.

## Lage
Das Kirchengebäude befindet sich im Ortskern von Donnerberg an der Höhenstraße.

## Geschichte
Eine Besiedlung und Bebauung des Donnerbergs setzte im 19. Jahrhundert ein. Die Anwohner des Donnerbergs gehörten kirchlicherseits zur Pfarre St. Barbara Pumpe-Stich. Jedoch wurde den Bewohnern der Weg zum Gottesdienstbesuch nach Pumpe-Stich zu beschwerlich, sodass sie sich um eine eigene Kirche bemühten. Zwischen 1906 und 1907 hatten die Bemühungen Erfolg und eine eigene Kirche nach Plänen des Kölner Architekten Heinrich Forthmann wurde erbaut. Mit Fertigstellung der Kirche 1907 erhielt Donnerberg auch einen eigenen Geistlichen. Die Kirchweihe erfolgte erst viel später am 22. Juli 1917.  Am 1. Juli 1923 wurde Donnerberg schließlich vollständig von der Pfarre Pumpe-Stich abgetrennt und zur eigenständigen Pfarrei erhoben.
In Folge des Zweiten Weltkriegs wurde die Pfarrkirche durch Artilleriebeschuss vollständig zerstört. Nachdem die Trümmer beseitigt worden waren, wurde 1953 die heutige Kirche erbaut. Grundsteinlegung war am 26. Januar 1953 und bereits im Dezember selben Jahres konnte die erste Heilige Messe im neu errichteten Gotteshaus gefeiert werden. Die Kirchweihe fand schließlich am 20. Januar 1954 statt. Die Pläne entwarf der Kölner Architekt R. H. Helbig. Er war ein ehemaliger Mitarbeiter im Büro von Heinrich Forthmann.
Zum 1. Januar 2010 wurde die Pfarre im Zuge der Umstrukturierungsmaßnahmen des Bistums Aachen aufgelöst und mit den ebenfalls aufgelösten Pfarren St. Sebastian Atsch, St. Franziskus Stolberg, St. Lucia Stolberg, Herz Jesu Münsterbusch, St. Hermann Josef Liester und St. Mariä Himmelfahrt Stolberg-Mühle zur neuen Großpfarre St. Lucia Stolberg fusioniert.

## Baubeschreibung
St. Josef ist eine moderne Saalkirche aus Bruchstein in sechs Achsen mit einem rechteckigen und eingezogenen Chor im Osten und einem an der Südseite seitlich angebauten Glockenturm. Das Bauwerk wird von einem Satteldach überspannt, darunter befindet sich eine flache Holzdecke.

## Ausstattung
Die Ausstattung ist modern. Das Tabernakel ist ein Werk des Künstlers Fritz Käsmacher, besteht aus Messing und steht auf einem Postament aus zu einem Weinstock geformten Schmiedeeisen. Käsmacher schuf auch die 14 Kreuzwegstationen.

## Pfarrer
Folgende Priester wirkten bis zur Auflösung der Pfarre 2010 an St. Hermann Josef Pfarrer, bis zur Pfarrerhebung 1923 trugen die Priester den Titel Rektor:
| von – bis | Name                     |
| --------- | ------------------------ |
| 1907–1911 | Heinrich Bommes (Rektor) |
| 1911–1923 | Unbekannt                |
| 1923–1934 | Hubert Roderburg         |
| 1934–1968 | Carl Lauterbach          |
| 1968–1971 | Matthias Kopp            |
| 1971–1992 | Herman van den Berg      |
| 1993–2010 | Ferdinand Bruckes        |

### Missbrauchsvorwürfe
Im Jahr 2023 kam es in verschiedenen lokalen Pressemeldungen zum ersten Mal zu Missbrauchsvorwürfen gegen den früheren Pfarrer Carl Lauterbach. Ein damaliger Kommunionsschüler gab an, von dem Priester der Gemeinde mehrfach missbraucht worden zu sein.